# La Victoire des aigles
La Victoire des aigles (titre original : Victory of Eagles) est un roman écrit par Naomi Novik, publié en 2008 puis traduit en français en 2010. Il est le cinquième tome de la série de romans de fantasy Téméraire.

## Résumé
De sombres nuages planent au-dessus de la Grande-Bretagne : les armées de Bonaparte progressent vers Londres. Le dragon Téméraire est démis de ses fonctions militaires, envoyé sur les terrains de reproduction, et son capitaine Will Laurence est condamné à mort pour trahison; condamnation commuée en emprisonnement à perpétuité. Séparés par leur gouvernement, Laurence et Téméraire s'efforcent de se retrouver au milieu du fracas des canons. S'ils y parviennent, peut-être pourront-ils rallier à eux les poches de résistance britanniques et porter le fer et le feu contre l'Empereur...

## Éditions
- Victory of Eagles, Del Rey Books, 8 juillet 2008, 332 p.  (ISBN 978-0345496881)
- La Victoire des aigles, Le Pré aux Clercs, coll. « Fantasy », 21 octobre 2010, trad. Guillaume Fournier, 366 p.  (ISBN 978-2842284299)
- La Victoire des aigles, Pocket, coll. « Pocket Science-fiction » no 7103, 20 mai 2012, trad. Guillaume Fournier, 476 p.  (ISBN 978-2266227216)